# Freeware
Freeware (eng. free - slobodno, besplatno i ware) je računalni softver koji je dostupan za besplatnu uporabu. Neki od freewarea su programi Adobe Acrobat Reader, Mozilla Thunderbird i Mozilla Firefox.

## Opis
Besplatan je ali ne smije se mijenjati niti kopirati izvorni kod. 
Zbog toga se freeware razlikuje se od softvera otvorenog koda  (softver otvorenog koda je softver čiji je izvorni kod dostupan te ga stoga korisnik može mijenjati), a također i od sharewarea (koji je potrebno platiti nakon besplatnog probnog perioda ili za dodatnu funcionalnost). Neki komercijalni programi imaju uz sebe i svoju freewaresku inačicu, koja je obično siromašnija opcijama.
Freeware je "besplatan samo za osobnu, nekomercijalnu potrebu".
Termin je izmislio Andrew Fluegelman (1943. – 1985.).